# Kazushige Abe
 (octobre 2015).
Si vous disposez d'ouvrages ou d'articles de référence ou si vous connaissez des sites web de qualité traitant du thème abordé ici, merci de compléter l'article en donnant les références utiles à sa vérifiabilité et en les liant à la section « Notes et références ».
Pour les articles homonymes, voir Abe.
Kazushige Abe (阿部和重), né à Higashine (préfecture de Yamagata) le 23 septembre 1968, est un écrivain japonais.

## Biographie
Né au sein d'une famille de commerçants, il hérite de son père la passion pour la lecture, bien qu'il s'intéresse aux mangas plutôt qu'aux romans. Au même temps, il découvre le cinéma.
Quittant le lycée de Tateoka (Yamagata), il s'est installé à Tokyo. Diplômé de l'École de Cinéma du Japon, alors dirigée par le réalisateur Shōhei Imamura, il travaillait comme assistant-metteur en scène. C'est à ce temps-là où il a commencé à écrire des romans, dont La Nuit américaine, nommé d'après le film du même titre de François Truffaut et publié en 1994, a reçu le prix Gunzô.
En 1997, la publication du roman Projection privée a connu un succès. Par ce livre, il a été considéré comme pionnier de la « J-Bungaku », une tendance littéraire pendant les années 1990 qui peut être traduit comme « littérature pop japonais ». En 1999, son livre Mujo no Sekai lui vaut un prix Noma et cinq années plus tard, il reçoit le même prix pour ABC senso. 
Shinsemia (Sin semillas) publié en 2004, a été unanimement salué par la presse, la critique et les lecteurs. La longue chronique de la famille Tamiya le boulanger, développée sur une petite ville qui s'appelle Jinmachi (Higashine), a souvent été comparé avec des romans de William Faulkner qui se fondent sur Yoknapatawpha ou à ceux de Gabriel García Márquez qui se développent à Macondo. Il a été aussi influencé par des écrivains japonais comme Kenzaburō Ōe ou Kenji Nakagami. Le nom de la ville Jinmachi (神町) veut dire « ville (町) de dieu (神) ». Pour ce roman, l'auteur gagne le prix Ito Sei et le Mainichi Publishing Culture Award.  
La même année, Kazushige Abe gagne le prix Akutagawa pour le roman Grande Finale.
Désormais, il publie non seulement des romans mais aussi des critiques cinématographiques.

## Liste des œuvres traduites en français
- 1997 : Projection privée (インディヴィジュアル・プロジェクション), roman traduit par Jacques Lévy, Actes Sud (collection "Lettres japonaises"), 2000 ; 10/18 (collection "Domaine étranger"), 2005.
- 2001 : Nipponia Nippon (ニッポニアニッポン), roman traduit par Jacques Lévy, Editions Philippe Picquier, 2016.
- 2003 : Sin Semillas (シンセミア), roman traduit par Jacques Lévy, Editions Philippe Picquier, 2013 ; Picquier poche, 2016.